# La Laja, Chiapas
La Laja är en ort i Mexiko.   Den ligger i kommunen Ostuacán och delstaten Chiapas, i den sydöstra delen av landet, 700 km öster om huvudstaden Mexico City. La Laja ligger 231 meter över havet och antalet invånare är 101.
Terrängen runt La Laja är kuperad. Runt La Laja är det ganska glesbefolkat, med 25 invånare per kvadratkilometer. Närmaste större samhälle är Ostuacán, 4,3 km nordost om La Laja. I omgivningarna runt La Laja växer huvudsakligen savannskog.